# Taxe sur les salaires
La taxe sur les salaires en France est un impôt progressif créé en 1948 que certains employeurs doivent acquitter sur les salaires qu'ils distribuent. Elle est codifiée sous les articles 231 à 231 bis V du Code général des impôts français.
Le produit de cette taxe était de 15,4 milliards d'euros en 2021. Il est affecté aux organismes de sécurité sociale au titre de la compensation des allègements généraux de cotisations sociales[réf. nécessaire].

## Histoire
La taxe sur les salaires a été mise en place par l'article 70 du décret n° 48-1986 du 9 décembre 1948. Elle était alors nommée « versement forfaitaire ».
À l'origine prévue pour une durée déterminée, la taxe fut finalement pérennisée par l'article 39 (V) de la loi n° 52-401 du 14 avril 1952.
L'appellation définitive de « taxe sur les salaires » fut conférée à ce prélèvement par l'article 39 (1) de la loi n° 66-10 du 6 janvier 1966 portant réforme au 1er janvier 1968 des taxes sur le chiffre d'affaires.
Par la suite, trois modifications principales intervinrent, à savoir :
- La loi n° 68-1043 du 29 novembre 1968, qui institua une dispense totale ou partielle de taxe en faveur des employeurs soumis à la TVA, ainsi que des collectivités locales et de leurs groupements[5] ;
- La loi n° 70-1199 du 21 décembre 1970 qui exonéra les arrérages de pensions versés à compter du 1er janvier 1971[6] ;
- La loi n° 2000-1352 du 30 décembre 2000 qui modifia l'assiette de la taxe en l'alignant sur celle des cotisations de sécurité sociale et exonéra les employeurs dont le chiffre d'affaires n'excède pas les limites de la franchise en base de TVA[7].

Différents textes ont institué par la suite des exonérations particulières pour cette taxe.

## Champ d'application de la taxe sur les salaires
En théorie, la taxe sur les salaires est due par toutes les personnes, physiques ou morales, qui versent des rémunérations (à l'exclusion des personnes servant des pensions ou rentes viagères). Cependant, son champ d'application effectif est réduit par l'application du principe de territorialité de l'impôt. En outre, les employeurs redevables de la TVA en sont dispensés partiellement ou totalement. Enfin, il existe diverses exemptions ou exonérations prévues au profit de certains organismes ou secteurs.

### Critère de territorialité du redevable de la taxe sur les salaires
Une personne physique ou morale est redevable de la taxe sur les salaires si elle est domiciliée ou établie en France. Ainsi, un employeur est considéré comme établi en France lorsqu'il y possède un « centre d'opérations présentant un caractère de permanence suffisant et doté d'une certaine autonomie ».
Le domicile ou le lieu d'exercice de l'activité du salarié sont donc sans incidence sur l'exigibilité de la taxe.
Dans ces conditions, un employeur non domicilié ou établi en France ne sera pas assujetti à la taxe sur les salaires.

### Employeurs assujettis à la TVA
Les employeurs qui ne sont pas soumis à la TVA ou qui ne l'ont pas été sur au moins 90 % de leur chiffre d'affaires de l'année civile précédant celle de paiement des rémunérations doivent verser la taxe sur les salaires.
Par conséquent, certains employeurs sont totalement exonérés de taxe sur les salaires, tandis que d'autres doivent la verser sur la base de l'intégralité des rémunérations qu'ils paient à leurs salariés. Une dernière catégorie d'employeurs enfin est assujettie partiellement sur les rémunérations versées.

### Exemptions diverses
Certaines catégories déterminées d'employeurs bénéficient d'une exonération totale ou partielle de taxe sur les salaires. À titre d'exemple, les catégories suivantes peuvent être citées :
- Les employeurs agricoles, à l'exception de certains organismes agricoles ou de certaines opérations[11] ;
- Les collectivités publiques, à l'exception de certains établissements publics des collectivités locales[10] ;
- Les établissements d'enseignement supérieur[10] ;
- Les employeurs de salariés à domicile[12].

## Calcul de la taxe

### Base de la taxe sur les salaires
La base de la taxe sur les salaires est alignée sur l'assiette des cotisations de sécurité sociale. Elle est ainsi constituée de tous les avantages consentis aux travailleurs en contrepartie ou à l'occasion du travail, notamment les salaires, indemnités, primes, gratifications ou avantages en nature.
Certaines sommes bénéficient toutefois d'une exonération spécifique, notamment:
- Le salaire des apprentis, en totalité ou partiellement[14] ;
- Les rémunérations versées aux enseignants des Centres de Formation d'Apprentis[15] ;
- Les allocations de chômage et les contributions assimilées[16].

### Taux de la taxe sur les salaires
La taxe sur les salaires comporte un taux normal et des taux majorés.
Ainsi, le taux normal est fixé à 4,25 %.
Les taux majorés quant à eux sont fixés à :
- 8,5 % pour les rémunérations annuelles comprises entre 8 020 € et 16 013 € ;
- 13,6 % pour les rémunérations annuelles supérieures à 16 013 € ;
- Et jusqu'en 2017, 20 % pour les rémunérations annuelles au-delà de 150 000 €[17]. Ce taux de 20% a été supprimé par l’article 90 de la loi n°2017-1837 du 30 décembre 2017 de finances pour 2018.

Ce taux est réduit à 2,95 % dans les DROM, et même 2,55 % pour la Guyane et Mayotte.

### Abattement des associations
Les associations, syndicats professionnels et leurs unions, les fondations reconnues d'utilité publique, les congrégations, les associations intermédiaires agréées ainsi que les mutuelles régies par le Code de la mutualité employant moins de trente salariés bénéficient d'un abattement sur le montant de la taxe sur les salaires normalement due.

### Franchise et décote
La taxe sur les salaires n'est pas due lorsque son montant annuel est inférieur ou égal à 1 200 €,.
De la même façon, lorsque le montant annuel de la taxe est supérieur à 1 200 € mais inférieur ou égal à 2 040 €, la taxe exigible est diminuée d'une décote.

## Paiement de la taxe
La taxe sur les salaires doit être versée spontanément au Trésor par l'employeur. Si ce dernier ne respecte pas cette obligation, il est imposé par voie d'avis de mise en recouvrement. Bien entendu, en cas de paiement tardif ou d'insuffisance de paiement, des pénalités peuvent être infligées par l'administration fiscale.
La périodicité des paiements à effectuer varie selon le montant de taxe. Celle-ci peut ainsi être versée en une seule fois, trimestriellement ou de façon mensuelle.
Enfin, une déclaration annuelle de liquidation et de régularisation est à déposer l'année suivant celle de l'imposition. Le cas échéant, l'employeur ayant versé trop de taxe pourra en demander le remboursement ou utiliser le surplus pour diminuer la taxe qui sera due pour l'année en cours.
Ainsi, pour l'année 2012, la déclaration susmentionnée sera déposée début 2013, et en cas de surplus, celui-ci pourra s'imputer sur les versements effectués en 2013.

## Compatibilité avec certaines normes supérieures

### Compatibilité de la taxe sur les salaires avec la Constitution française
Une Question prioritaire de constitutionnalité a été soumise par le Conseil d’État au Conseil constitutionnel par un arrêt du 24 juin 2010. Il s'agissait en effet de savoir si la taxe sur les salaires ne portait pas atteinte au principe d'égalité des contribuables devant les charges publiques dans la mesure où ladite taxe est mise à la charge des seules personnes ou organismes qui ne sont pas soumises à la TVA ou qui y sont soumises pour moins de 90 % de leur chiffre d'affaires.
Cependant, par une décision du 17 septembre 2010, le Conseil Constitutionnel a déclaré la taxe sur les salaires conforme à la Constitution.
Le Conseil constitutionnel considère en effet que la situation des redevables de l'impôt s'apprécie au regard de chaque imposition prise isolément. Dans chaque cas, le législateur doit, pour se conformer au principe d'égalité devant l'impôt, fonder son appréciation sur des critères objectifs et rationnels. Aussi, la taxe sur les salaires et la TVA ne présentent pas les mêmes caractéristiques. Elles constituent donc deux impositions distinctes. La taxe sur les salaires fixe les mêmes règles d'imposition pour l'ensemble des entreprises relevant d'un même secteur d'activité et le barème tient compte de la différence de situation entre les contribuables qui ne relèvent pas des mêmes secteurs d'activités. Ainsi, la loi peut traiter de manière différente des entreprises qui ne sont pas dans la même situation au regard de cette taxe.

### Compatibilité de la taxe avec la Convention européenne des droits de l'homme
Un jugement du Tribunal administratif de Paris du 3 décembre 2008 s'est prononcé sur l'éventuelle incompatibilité de la taxe sur les salaires avec la Convention européenne des droits de l'homme.
Selon les requérants, la taxe sur les salaires créerait une discrimination injustifiée entre employeurs. Le tribunal écarte cette argumentation toutefois, dans la mesure où deux situations juridiques différentes sont en jeu, ce qui justifie une différence de traitement par la loi fiscale.
Dans ces conditions, il n'était pas possible pour les requérants d'invoquer le non-respect de l'article 1er du premier protocole additionnel à la Convention européenne des droits de l'homme (relatif au respect des biens) et de l'article 4 de cette convention (relatif à la non-discrimination).